# Christopher Wolstenholme
Christopher Tony »Chris« Wolstenholme, * 2. december 1978, angleški glasbenik, multi-instrumentalist in pevec. 
Je basist in backing vokalist angleške skupine Muse. Wolstenholme občasno pri skupini igra tudi kitaro ali klavir, na dveh pesmih pa tudi poje glavne vokale. Igra pa tudi ustno harmoniko in bobne.

## Zgodnje življenje
Wolstenholme je odraščal v angleškem mestu Rotterham, preden se je z družino preselil v Teignmouth v Devonu, kjer se je šolal in kjer je soustanovil skupino Muse. Najprej igral bobne za post-punk skupino Fixed Penalty., njegova zdajšnja so-člana skupine Muse, Matthew Bellamy in Dominic Howard, pa sta takrat igrala v skupini Carnage Mayhem. Vsi so imeli vaje v istem prostoru, in po dvo-letnem izpadanju članov sta Bellamy in Howard, ki sta še edina vstrajala v skupini Carnage Mayhem, vprašala Wolstenholma če se jima pridruži na basu. Bas kitare se je naučil sam in skupino so po imenih Gothic Plague in Rocket Baby Dolls preimenovali v Muse. 

## Muse
Chris Wolstenholme je najbolj znan po delu v skupini Muse, kjer igra bas in poje back vokale. Občasno pri Muse igra tudi kitaro, včasih pa tudi sintisajzer/klavir. Od leta 2012 igra tudi inštrument imenovan kitara. V studiu včasih zaigra tudi tolkala. V živo pa od leta 2006 igra tudi ustno harmoniko.
Leta 2011 so ga bralci revije Gigwise izglasovali za najboljšega basista vseh časov.
Leta 2003, ko so Muse tožili Nestle, je bil Wolstenholme glavni pobudnik tožbe, saj je bil proti podjetju, ki so takrat promovirali uporabo mleka v prahu pri novih materah v tretjerazrednem svetu.
Wolstenholme je napisal in odpel tudi dve pesmi na petem albumu skupine, The 2nd Law, imenovani Liquid State in Save Me. Pesem Liquid State je bila napisana o tem, kakšna oseba postaneš ko si alkoholik, in kako se kregaš sam s seboj. Pesem Save Me je napisana o družini, o tem da ima ženo in otroke, ki so mu kljub težkim časom pomagali skozi obdobje ko je bil alkoholik.

## Osebno življenje
Wolstenholme je od 23. decembra 2003 poročen z ženo Kelly s katero imata šest otrok; Alfie (rojen 7. julija 1999), Ava-Jo (rojena 31. decembra 2001), Frankie (rojen 26. avgusta 2003), Ernie (rojen 20. oktobra 2008), Buster (rojen 4. novembra 2010) in Teddi (rojena 5. januarja 2012). Leta 2011 se je z družino preselil v Foxrock v Dublinu na Irskem, istega leta pa so se nato preselili v London zaradi lažje organizacije skupine pri snemanju albuma The 2nd Law, ki so ga takrat snemali v Londonu. V Londonu živi še danes. 
Wolstenholme je znan kot športni navdušenec in navijač nogometnega kluba Rotterham United F.C. Z oboževalci skupine občasno tudi organizira turnir v nogometu, če se med turnejo najde čas in prostor, kjer lahko to izpelje. Skupina Muse ima tako tudi svoje nogometne drese. Leta 2011 se je kot igralec udeležil dobrodelne nogometne tekme za organizacijo, ki se ukvarja s pomočjo ljudem, ki trpijo za cistično fibrozo, tekma je potekala na stadionu Stamford Bridge. Leta 2014 sta z bobnarjem skupine Coldplay Willom Championom dobila lastne drese angleške reprezentance za spomin.
Znan je tudi po večkratni udeležbi pri gibanju movember.
Wolstenholme je leta 2010 časopisu Times povedal, da je bil do leta 2009 strasten alkoholik, vendar je med snemanjem albuma The Resistance odšel na odvajanje od alkoholizma. Od takrat ne pije več pijač, ki vsebujejo alkohol, povedal pa je tudi, da se je njegovo razmerje z družino in člani Muse drastično izboljšalo.

## Drugi projekti
Wolstenholme je leta 2006 igral bobne pri sedaj razpadli skupini Hey Molly, ki prihaja iz Teignmoutha v Devou. Kasneje je pevec skupine Hey Molly, Jordan West, skupaj z bobnarjem, Matthewom Partridgejem, ustanovil duo imenovan Moriaty, zato jima je leta 2014 Wolstenholme pomagal in odigral bas kitaro na pesmi Bones. Leta 2015 sta bila tudi predskupina skupine Muse na nastopu v Devonu v sklopu turneje Psycho UK Tour, kjer se jima je pridružil tudi Wolstenholme na bas kitari.